# Gaston d’Orléans
Gaston Jan Baptysta de France fr. Gaston Jean-Baptiste, znany jako Gaston d'Orléans (ur. 25 kwietnia 1608 w Fontainebleau, zm. 2 lutego 1660 w Blois) – książę Orleanu, trzeci syn Henryka IV, króla Francji, i Marii Medycejskiej, córki Franciszka I, wielkiego księcia Toskanii. Młodszy brat króla Ludwika XIII, znany jako Grand Monsieur.
Założyciel trzeciego kapetyńskiego rodu książąt orleańskich. Nosił tytuły księcia Orleanu, Chartres, Valois, Anjou i Alençon, hrabiego Blois, Montlhéry i Limours, barona Amboise i seniora Montargis.

## Życiorys
Na początku nosił tytuł księcia Andegawenii (Anjou), a w 1626 r. został księciem Orleanu i Valois, hrabią Blois, Chartres i Mortain, został też nominalnym dowódcą armii podczas oblężenia La Rochelle w 1628 r. Przez całe swoje życie snuł liczne intrygi i wierzył, że dzięki nim zostanie królem Francji. Pozbawiony silnej woli, tchórzliwy, mało zaradny i niemający szczęśliwej ręki brat królewski nie zrealizował nigdy swoich planów, a on i jego współpracownicy (np. kuzyn Ludwik de Bourbon-Soissons) ponosili surowe konsekwencje spisków. Dwukrotnie Gaston musiał opuścić Francję, za granicą spiskował przeciwko swojej matce i kardynałowi Richelieu. Po opłaceniu wojny w Langwedocji, która zakończyła się klęską, zamieszkał w Lotaryngii, później przeniósł się do Flandrii. W 1635 r. pogodził się ze swoim bratem, ale dalej spiskował przeciw Richelieu i ponownie musiał uciec z kraju, podporządkowując się woli króla i samego kardynała.
Wkrótce proces ten powtórzył się. Gaston przekonał markiza Cinq-Marsa do zamordowania Richelieu, a kiedy spisek się nie udał, opuścił swojego kompana w 1642 r. W związku ze spiskiem parlament francuski pozbawił go praw do ewentualnej regencji. W 1643 r., po śmierci Ludwika XIII, Gaston został dowódcą wojsk francuskich i walczył z Hiszpanami na północnych granicach kraju. W 1646 r. otrzymał tytuł księcia Alençon, jednak podczas Frondy (1648–1653) nie wahał się przechodzić ciągle z jednej strony na drugą. W końcu w 1652 roku został "wygnany" z Paryża do Blois przez kardynała Mazarina i pozostał tam aż do śmierci.

## Małżeństwa
6 sierpnia 1626 r. Gaston poślubił w Nantes Marię (15 października 1605 - 4 czerwca 1627), córkę i spadkobierczynię Henryka de Bourbon, księcia Montpensier, oraz Henrietty Katarzyny, księżnej de Joyeuse, córki Henryka de Joyeuse. Para miała syna i córkę:
- Jana Gastona (1626)
- Annę (29 maja 1627 – 3 kwietnia 1693), księżną Montpensier, zwaną mademoiselle de Montpensier lub La Grande Mademoiselle.

Po śmierci Marii ożenił się po raz drugi - 31 stycznia 1632 r., w Nancy, z Małgorzatą (zm. 1672), córką księcia Lotaryngii Franciszka II i Krystyny Katarzyny von Salm. Z Małgorzatą miał cztery córki i syna:
- Małgorzatę Ludwikę (28 lipca 1645 w Paryżu – 17 września 1721 w Paryżu), od 1661 r. żonę Kosmy III Medyceusza, wielkiego księcia Toskanii
- Elżbietę Małgorzatę (26 grudnia 1646 w Paryżu – 17 marca 1696 w Wersalu), pannę d'Alençon, od 1667 r. żonę Ludwika Józefa, księcia de Guise
- Franciszkę Magdalenę (13 października 1648 w Saint-Germain-en-Laye - 14 stycznia 1664 w Turynie),  pannę de Valois, od 1663 r. żonę Karola Emanuela II, księcia Sabaudii
- Jana Gastona (17 sierpnia 1650 w Paryżu - 10 sierpnia 1652 w Paryżu), księcia Valois
- Marię Annę (9 listopada 1652 w Paryżu - 17 sierpnia 1695 w Blois), pannę de Chartres.

Gaston miał również dwoje nieślubnych dzieci:
- Marię d'Orléans (ur. 1 stycznia 1631)
- Ludwika d'Orléans (1638–1692), hrabiego Charny (zmarł w Hiszpanii). Miał on nieślubnego syna, Manuela Luisa d'Orléans y de Wetteville, księcia de Castellamare.